# Iglasjön (Getinge socken, Halland)
Iglasjön är en sjö i Halmstads kommun i Halland och ingår i Suseåns huvudavrinningsområde. Sjön har en area på 0,0705 kvadratkilometer och ligger 135,5 meter över havet.

## Delavrinningsområde
Iglasjön ingår i det delavrinningsområde (630670-131514) som SMHI kallar för Mynnar i Suseån. Medelhöjden är 80 meter över havet och ytan är 5,78 kvadratkilometer. Det finns inga avrinningsområden uppströms utan avrinningsområdet är högsta punkten. Vattendraget som avvattnar avrinningsområdet har biflödesordning 3, vilket innebär att vattnet flödar genom totalt 3 vattendrag innan det når havet efter 22 kilometer. Avrinningsområdet består mestadels av skog (55 procent) och jordbruk (33 procent). Avrinningsområdet har 0,07 kvadratkilometer vattenytor vilket ger det en sjöprocent på 1,2 procent.